# Forza della velocità
La Forza della velocità (in originale "Speed Force") è un concetto immaginario, una forza energetica extradimensionale vagamente definita, presentato in vari fumetti pubblicati dalla DC Comics, principalmente in relazione ai vari velocisti dell'universo DC.

## Fonte della supervelocità
Dalla Forza della velocità attingono i loro superpoteri molti supereroi, quali i vari Flash (Jay Garrick, Barry Allen, Wally West e Bart Allen), Johnny Quick, Jesse Chambers, XS, i Gemelli Tornado, Philip Stein, Max Mercury.
La Forza della velocità viene anche vista come uno spazio fisico in cui i velocisti possono viaggiare. Max Mercury ha viaggiato attraverso il tempo in seguito ai suoi sforzi per entrare nella Forza della velocità, finendo vari decenni avanti nel futuro ad ogni tentativo. Bart Allen poteva controllare la Forza della Velocità ed entrare in comunione con gli spiriti nella Forza attraverso la meditazione. Quando i velocisti muoiono diventano parte della Forza, in una sorta di vita dopo la morte. Lo spirito di Max Mercury si trova al suo interno, dopo che il suo corpo fu rubato da The Rival.

## Flash Nero
Il Flash Nero è la rappresentazione della morte associata alla Forza della velocità nonché l'entità che chiama a sé i velocisti quando muoiono. Appare come un cadavere in decomposizione che indossa una versione nera (tranne il simbolo rosso) del costume di Flash. Wally West riuscì a sfuggirgli al momento della sua morte. Apparve a Bart Allen poco prima della sua morte, senza trasportarlo nella Forza della velocità, ma testimoniando il suo brutale assassinio per mano dei Nemici.

## Stato attuale e futuro
Durante gli eventi di Crisi infinita, la maggior parte dei velocisti dell'universo DC combinarono i loro poteri per spingere Superboy-Prime nella Forza della velocità. Aiutati da Max Mercury, Barry Allen e Johnny Quick dall'interno della Forza stessa, molti Flash scomparvero nel tentativo e, secondo Jay Garrick, la Forza della Velocità stessa.
Bart Allen, con indosso il costume di Flash, apparve più tardi a Tokyo per avvertire che i velocisti non potevano trattenere Superboy-Prime e confermava l'affermazione di Jay Garrick che la Forza della Velocità non esisteva più.
Un anno dopo la fine di Crisi infinita, la Forza della velocità era ancora ritenuta perduta, e Jay Garrick era il solo Flash a compensare tale mancanza grazie ai suoi geni metaumani. Tuttavia, venne presto rivelato che la Forza della velocità esisteva ancora. La Forza della velocità era instabile e Bart pensava che potesse ucciderlo. Secondo i test effettuati dai Laboratori S.T.A.R., l'interezza dell Forza della velocità si trovava ora all'interno di Bart, che era ormai l'unica persona a poterla utilizzare. Nonostante ciò, Owen Mercer (il fratellastro di Bart) riuscì ancora a collegarsi occasionalmente alla Forza della Velocità, prima e dopo la morte di Bart, che fece generare al suo corpo un campo di sfondo bio-elettrico.
Quando Bart morì, Wally West reclamò il costume di Flash e usa la Forza della velocità come vuole. Il ritorno di Wally impediva a Bart di accedere alla Forza della Velocità, inavvertitamente causandone la morte. Con il rilascio della Forza della Velocità dal corpo di Bart, essa ritornò alla normalità, Jay Garrick poté utilizzarla per superare il limite della velocità del suono e la velocità di Jesse Chambers fece ritorno.
La Forza della Velocità è stata vista nel futuro un sacco di volte. Un Flash del futuro (Blaine Allen) fu colpito da un dilemma. Suo figlio, Jace, fu infettato da un virus dal Cobalt Blue del futuro. Diversamente da molti altri nella famiglia Allen, Jace non aveva il dono della supervelocità e il suo metabolismo non riusciva a liberarsene. Blaine rimosse la velocità da tutte le molecole su Petrus, effettivamente congelando il pianeta. Cobalt Blue puntualizzò che l'idea gli piaceva: «così nessuno muore, è vero... ma non vive neanche». Blaine ci pensò su e decise di portare Jace nella Forza della Velocità. Come portò Jace nella Forza della Velocità ne venne risucchiato.

## Forza della velocità negativa
Grazie alla sua connessione con la Forza della velocità negativa, Eobard Thawne è in grado di viaggiare nel tempo e cambiare la linea temporale senza ricevere danni dai vari effetti collaterali. Di conseguenza, questo fa di lui un paradosso vivente.

## Caratteristiche
La Forza della Velocità serve come misura di base della velocità nell'Universo DC. Introduce parecchi nuovi poteri e complicazioni per i Flash e altri personaggi superveloci. Anche per alcuni della Silver Age, quindi  ideati prima della sua introduzione nella storia dell'universo DC. Il nesso è stato giustificato come controlli molecolari/vibrazionali e più tardi riconnessi a manifestazioni della Forza della Velocità.
- Pugni Massicci Infiniti - Introdotti nei titoli della JLA di Grant Morrison, Flash (Wally West), viaggiando vicino alla velocità della luce acquisì la massa relativa (chiamata così dalla teoria della relatività) di così tanta velocità da impartire colpi con la potenza di una "stella nana bianca", con un solo pugno; la stessa resistenza di Flash in alcuni casi dipende dalla Forza della Velocità.
- Prestito/"Furto" della Velocità - Forse il più versatile dei nuovi poteri; dato che la Forza della Velocità governa tutto il moto, Wally poteva derubare gli oggetti della loro energia cinetica, moto o slancio (per esempio, proiettili in volo o trasformare i supercriminali in statue) e usare l'energia di accelerazione per divenire più veloce. Allo stesso modo può prestare la velocità a oggetti inanimati o ad alleati, consentendo loro di viaggiare temporaneamente alla sua velocità.
- Ferite Metabolizzate - Accelerando il processo di guarigione mentre usa la Forza della Velocità per sostenersi, può guarire da ferite gravi, senza invecchiare prematuramente come la sua controparte di un'altra realtà, Walter West. Relativo a quanto sopra, Wally può utilizzare questa abilità per guarire i suoi compagni di squadra accelerando il loro fattore di guarigione (senza accelerare il processo di invecchiamento).
- Costruzioni - Wally scoprì che se si fosse concentrato, la Forza della Velocità poteva essere usata per creare costrutti solidi. La prima volta che utilizzò questa abilità fu per creare un'armatura solida che gli consentiva di correre nonostante avesse le gambe rotte. Esempi successivi includono la ricucitura del costume contro le malattie, la creazione di tasche per contenere oggetti e altro ancora. In JLA, quando gli fu sparato da Prometeo, il costume mostrò la proprietà anti-proiettile;
- Scudo - Esibito da Savitar, la cui padronanza della Forza della Velocità gli permette di allontanare gli oggetti da sé;
- Volo - Esibito da Johnny Quick e da sua figlia Jesse Quick, gli unici velocisti conosciuti ad aver utilizzato questa abilità (tuttavia, tutti i velocisti che viaggiano più veloce, piuttosto che uscire dalla velocità esibiscono "il volo inverso").
- ESP - Esibito da Max Mercury, la cui unione alla Forza della Velocità gli permette di rilevare il movimento di ogni oggetto nel mondo e specialmente di percepire gli altri velocisti. Wally West esibì un'abilità simile che gli permetteva di percepire sua moglie, Linda Park, attraverso il tempo e lo spazio dovuto alla forza del loro legame.
- Memoria Totale - Esibito da Bart Allen, che poteva conservare tutto ciò che leggeva (al contrario degli altri velocisti che lo ricordavano temporaneamente).
- Ricognitore della Velocità - Esibito da Bart Allen, che può creare duplicati della Forza della Velocità di se stesso che - dovuto alla natura senza tempo della Forza della Velocità - possono viaggiare avanti e indietro nel tempo, manipolando oggetti o fondendo la loro coscienza con quella di Bart, informandolo delle loro azioni. Quando uno di loro fu ucciso, Bart entrò in coma e da allora non utilizzò più questa abilità.
- Equazione Anti-Vita Annullata - Non è ancora chiaro, ma si vide in Final Crisis n. 4: quando Barry Allen baciò sua moglie, che era sotto l'effetto dell'Anti-Vita, la Forza della Velocità la circondò riottenendo così il libero arbitrio.
- Crescita Muscolare - Esibito da Jay West che ha il potere di accelerare la crescita dei suoi muscoli dandogli temporaneamente la superforza ma gli causa molta stanchezza dopo poco.
- Intangibilità - Esibito da Barry Allen, Bart Allen e Iris West II. Il loro totale controllo sull'energia cinetica a livello molecolare permette loro, corrispondendo la frequenza vibrazionale occorrente, di viaggiare facilmente attraverso la materia solida. Anche Wally West aveva questa abilità, ma con minor controllo, così che la materia solida a contatto con lui esplodeva. Quando Bart incanalò la Forza della Velocità dentro di sé, mostrò anche lui questa abilità, squagliando la materia in molecole se non si fosse concentrato abbastanza. Il controllo di Iris è privo di sforzo come quello di Barry, ma al contrario di Barry è in qualche modo instabile.

## JLA/Avengers
Durante il crossover JLA/Avengers, Flash era incapace di utilizzare la sua velocità nell'universo Marvel, poiché la Forza della Velocità non esisteva in questo universo immaginario, richiedendo mezzi artificiali per mantenere la sua velocità grazie a un dispositivo sviluppato da Acciaio, che assorbiva l'energia mentre correva fornendogli un rifornimento di riserva. Tuttavia questo legame non era potente come quello naturale, dato che venne superato da Quicksilver, che normalmente rasenta la velocità del suono, quando i due corsero per acquisire il Cubo cosmico, uno dei dodici oggetti che cercavano.

## Altri media
- La Forza della velocità viene mostrata nell'episodio Divided We Fall della serie animata Justice League Unlimited. Flash è costretto a correre più veloce di quanto abbia mai fatto per battere un avversario composto dalla fusione tra Brainiac e Lex Luthor. Facendo ciò raggiunge uno stato diverso dell'esistenza, chiamato per l'appunto Forza della velocità. Raggiungendo questo stato della realtà, Flash comincia a svanire fino a perdersi nella Forza della velocità. Occorre tutta la forza di Hawkgirl e della Justice League of America per tirarlo fuori e riportarlo nella nostra realtà. Dopo lo scampato pericolo, Flash afferma che non sarebbe mai più andato così veloce o non sarebbe più tornato.
- In diversi episodi della serie televisiva The Flash appare la Forza della Velocità. In questa versione la Forza della Velocità si rivela essere un essere senziente capace di assumere qualsiasi forma. Finora ha assunto le sembianze di Joe West (interpretato da Jesse L. Martin),di sua figlia Iris (interpretata da Candice Patton),di Henry Allen (interpretato da John Wesley Shipp) e di sua moglie Nora (interpretata da Michelle Harrison), di Eddie Thawne (interpretato da Rick Cosnett),di Ronnie Raymond (interpretato da Robbie Amell) e di Leonard Snart/Capitan Cold (interpretato da Wentworth Miller).
- In Zack Snyder's Justice League durante la battaglia finale, la squadra fallisce nel tentativo di fermare Steppenwolf dal sincronizzare e unificare le Scatole Madri; Barry Allen tuttavia, entra nella Forza della Velocità correndo più veloce di quanto non abbia mai fatto, riavvolgendo così il tempo e permettendo a Victor Stone di separare le Scatole ed impedire l'Unità.
- In The Flash Barry Allen torna indietro nel tempo tramite la Forza della Velocità per prevenire la morte di sua madre, Nora Allen; così facendo tuttavia, altera drasticamente la sua linea temporale, creando una nuova realtà in cui non esistono metaumani e il generale Zod sta per invadere la Terra. In seguito, Barry annulla le modifiche che ha apportato e accetta la morte di sua madre, creando tuttavia delle prove che discolpino suo padre Henry dell'omicidio che non ha mai commesso (con ripercussioni minori sulla sua realtà).